# 龙江风格
龙江风格，曾称榜山风格，指1963年中国福建省龙海市榜山镇人民抗旱时表现出的团结协作、无私奉献的风格。事迹被改编为话剧、京剧、电影等（参看《龙江颂》）。

## 历史
1963年，九龙江下游的龙海县遭受特大旱灾。在九龙江西溪堵江截流引水工程中，榜山公社（现榜山镇）自我牺牲，淹掉1300亩小麦、秧田，确保堵江工程和下游10万亩稻田用水。4月7日，中共龙溪地委机关报《漳州报》以“榜山风格”一词概括这一壮举。6月21日，《人民日报》头版头条刊登郭小川撰写的长篇通讯《旱天不旱地——记闽南抗旱斗争》，并配发短评《“榜山风格”的光辉》。同日，《文汇报》发表新华社记者李峰、林俊卿采写的通讯《九龙江畔一曲抗天凯歌入云霄》。随后，京剧《龙江颂》和彩色电影在全国多次上映。“榜山风格”后来又称为“龙江风格”。